# Stanley Plotkin

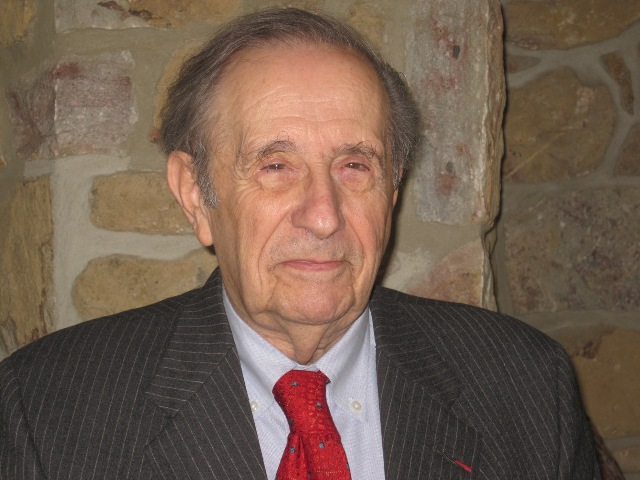
Stanley Plotkin

Stanley Alan Plotkin (* 12. März 1932 in New York City) ist ein US-amerikanischer Mediziner (Pädiatrie) und Impfstoffentwickler.
Plotkin studierte Medizin an der New York University mit dem Bachelor-Abschluss 1952 und wurde 1956 am Downstate Medical Center der State University of New York promoviert (M.D.). Danach absolvierte er eine Facharztausbildung in Pädiatrie (Internship 1956/57 am Cleveland Metropolitan General Hospital, 1961 bis 1963 Residency am Children´s Hospital in Philadelphia und 1962/63 Registrar am Hospital of Sick Children in London) mit dem Diplom des American Board of Pediatrics 1965. Er wurde 1959 Instructor und 1974 Professor für Pädiatrie an der School of Medicine der University of Pennsylvania und war außerdem 1965 bis 1973 Associate Physician und danach Senior Physician am Children’s Hospital in Philadelphia (und war dort Leiter der Abteilung Infektionskrankheiten und 1984 bis 1986 Präsident des medizinischen Personals) und 1960 bis 1973 assoziiertes Mitglied des und ab 1974 Professor am Wistar Institute in Philadelphia, an dem er bis 1991 forschte.
In den 1960er Jahren spielte Plotkin eine wesentliche Rolle bei der Entwicklung eines Impfstoffs gegen Röteln am Wistar Institute, dem heute (2016) verwendeten Rötelnimpfstoff (Virusstamm RA 27/3, der 1965 aus einem mit Röteln infizierten Fötus isoliert wurde), auch Meruvax II genannt.  Er ist ein attenuierter Lebendimpfstoff, wurde 1979 lizenziert (und löste von da an drei vorher entwickelte Impfstoffe, darunter Meruvax, ab) und enthält keine tierischen Proteine. Außerdem entwickelte er experimentelle Impfstoffe gegen Polio, Cytomegalovirus, Windpocken, war an der Entwicklung eines Tollwut-Impfstoffs beteiligt (mit Hilary Koprowski und Tadeusz Wiktor bei Wistar) und gegen den Rotavirus (mit H. Fred Clark und Paul Offit).
Plotkin ist Mitglied der American Association for the Advancement of Science und seit 2005 des Institute of Medicine der National Academies. Er ist wissenschaftlicher Berater der Firma CureVac und war auch leitender Wissenschaftler bei Sanofi Pasteur MSD und Senior Assistant Surgeon des Epidemic Intelligence Service im United States Public Health Service. Er erhielt die Bruce Medal des American College of Physicians (1987), die Sabin Foundation Medal (2002) und den Distinguished Physician Award der Pediatric Infectious Disease Society (1993). 2009 erhielt er den Maxwell Finland Award, 2004 den Alexander Fleming Award. 2021 wurde Plotkin in die American Academy of Arts and Sciences gewählt.
Plotkin war Herausgeber der Zeitschrift Clinical and Vaccine Immunology und eines Standardwerks über Impfstoffe.
Plotkin ist seit 1979 verheiratet und hat zwei Kinder.

## Schriften
- Herausgeber mit Walter A. Orenstein, Paul A. Offit: Vaccines, 7. Auflage, Elsevier Saunders 2017